# Епархия Муйинги
Епархия Муйинги (лат. Dioecesis Muyingana) — епархия Римско-Католической церкви с центром в городе Муйинга, Бурунди. Епархия Муйинги входит в митрополию Гитеги. Епархия Муйинги распространяет свою юрисдикцию на провинции Муйинга и Кирундо. Кафедральным собором епархии Муйинги является церковь Пресвятой Девы Марии Фатимской.

## История
5 сентября 1968 года Римский папа Павел VI выпустил буллу Divinum mandatum, которой учредил епархию Муйинги, выделив её из епархии Нгози.

## Ординарии епархии
- епископ Нестор Бихонда (5.09.1968 — 25.03.1977);
- епископ Рожер Мпунгу (6.03.1980 — 1.07.1994);
- епископ Жан-Берхманс Нтерере (1.07.1994 — 5.05.2001);
- епископ Жоашим Нтахондерейе (14.12.2002 — по настоящее время).

## Источник
- Annuario Pontificio, Libreria Editrice Vaticana, Città del Vaticano, 2003, ISBN 88-209-7422-3
- Булла Divinum mandatum  (лат.)